# 一田梨江
一田 梨江（いちた りえ、11月19日生）は、日本の女性声優。オフィス ワタナベ所属。熊本県出身。

## 人物
井上和彦声優教室7期生。
2009年8月まで元氣プロジェクトに所属していた。
趣味はビーズアクセサリー作り。特技はバレーボール　卓球。

## 出演
太字はメインキャラクター。

### テレビアニメ
2004年
- tactics（タヌキ）
- DAN DOH!!（大池弘平、清也の母）
- レジェンズ 甦る竜王伝説（メグ母）

2005年
- うえきの法則（小学生男子B、李崩〈幼少時代〉）

2006年
- ゴーストハント（幸代、タナット）
- ぷるるんっ!しずくちゃん（どろろん）

2007年
- ぷるるんっ!しずくちゃん あはっ☆（どろろん、ベジィ先生）

2010年
- パンティ&ストッキングwithガーターベルト（寺尾の妻）

2012年
- ぴっちぴち♪しずくちゃん（どろろん）

### ゲーム
2010年
- 絶対ヒーロー改造計画（花桔梗ナデシコ、ホイ・コーロー）

### ドラマCD
2005年
- 鬼絆(きずな) この陰りある哭のままに（九鬼虎次郎の幼少時代）

2006年
- 舞踏会の手帖 ～Un Carnet de Bal～（九鬼遠文の少年時代）

2007年
- ナデプロ!! SPCD〜近況報告〜（X期生・浅葱）